# Nicolai Gedda
Nicolai Gedda, nome d'arte di Nicolai Ustinov (Stoccolma, 11 luglio 1925 – Tolochenaz, 8 gennaio 2017), è stato un tenore svedese.

## Biografia
Nato a Stoccolma da madre svedese e padre svedese-russo, fu poi adottato dalla zia Olga (dalla quale prese il cognome d'arte) e dal marito Mihail Ustinov, di lingua russa, cosicché crebbe bilingue. Dimostrò fin da piccolo un certo interesse per la musica, seguendo il padre adottivo che cantava da basso nei cori dei Cosacchi del Don e della chiesa russo-ortodossa della città.
Dopo aver iniziato l'attività di bancario, venne avviato allo studio del canto da un facoltoso cliente che, uditolo cantare e appreso il suo desiderio di diventare artista professionista, si offrì di pagargli lezioni private presso l'heldentenor degli anni venti Carl Martin Öhman. Oltre a prendere lezioni private, si iscrisse al conservatorio, diplomandosi in canto e nelle lingue inglese, tedesco, francese e italiano.
Nel 1952, dopo essere stato scelto dal direttore della EMI Walter Legge per interpretare il falso Dmitry in una edizione discografica di Boris Godunov, debuttò all'Opera Reale di Stoccolma nel ruolo di Chapelou ne Le postillon de Lonjumeau. Nello stesso anno cantò nel ruolo del protagonista in I racconti di Hoffmann e in quello di "Italienischer Tenor" ne Il cavaliere della rosa.
Nel 1953 ottenne un'audizione con Herbert von Karajan, che rimase colpito dalle sue doti vocali e lo fece debuttare al Teatro alla Scala in Don Giovanni. Nel 1954 esordì all'Opéra di Parigi come protagonista di Oberon e alla Royal Opera House di Londra in Rigoletto. Nel massimo teatro inglese tornerà per cantare, tra le altre, La traviata, Un ballo in maschera, L'elisir d'amore, Eugenio Onieghin. Del 1957 fu il debutto con Faust al Metropolitan, che lo vide presente fino al 1983 in 367 rappresentazioni.
Oltre alla carriera operistica, affrontò con successo anche quella concertistica, proponendo canzoni scandinave, russe, francesi e tedesche, documentate anche in disco.
Si ritirò dalle scene nel 2003 con alle spalle una carriera durata oltre cinquant'anni, dopo aver partecipato, ancora nel 2001, a una registrazione di Turandot nel ruolo dell'Imperatore Altoum e aver inciso nel 2003 il ruolo del Gran Sacerdote in Idomeneo. È il tenore con la più cospicua discografia, comprendente oltre 200 titoli.

## Vocalità e personalità interpretativa
Dotato di una voce estesa e penetrante, ma anche morbida, duttile e agile, e di ottima preparazione tecnica, Gedda è stato uno dei più apprezzati interpreti, fra gli anni cinquanta e settanta, del repertorio lirico-leggero e lirico, in particolare francese e mozartiano, affrontando occasionalmente anche ruoli lirico-spinti. Qualche perplessità hanno suscitato, a causa di una certa carenza di incisività nel fraseggio, alcune interpretazioni del repertorio italiano. Grazie anche all'eccezionale padronanza delle lingue, ha avuto all'attivo uno dei più vasti repertori della storia del canto lirico.

## Repertorio
| Repertorio operisitco      | Repertorio operisitco                | Repertorio operisitco |
| -------------------------- | ------------------------------------ | --------------------- |
| Ruolo                      | Titolo                               | Autore                |
| Chapelou                   | Le postillon de Lonjumeau            | Adam                  |
| Fra Diavolo                | Fra Diavolo                          | Auber                 |
| Anatol                     | Vanessa                              | Barber                |
| Lord Arturo Talbo          | I puritani                           | Bellini               |
| Tebaldo                    | I Capuleti e i Montecchi             | Bellini               |
| Elvino                     | La sonnambula                        | Bellini               |
| Faust                      | La damnation de Faust                | Berlioz               |
| Benvenuto Cellini          | Benvenuto Cellini                    | Berlioz               |
| Governatore                | Candide                              | Bernstein             |
| Don José                   | Carmen                               | Bizet                 |
| Nadir                      | Les pêcheurs de perles               | Bizet                 |
| Vaudémont                  | Iolanta                              | Čajkovskij            |
| Lenskij / Monsieur Triquet | Evgenij Onegin                       | Čajkovskij            |
| Julien                     | Louise                               | Charpentier           |
| Federico                   | L'Arlesiana                          | Cilea                 |
| Gérard                     | Lakmé                                | Delibes               |
| Pelléas                    | Pelléas et Mélisande                 | Debussy               |
| Nemorino                   | L'elisir d'amore                     | Donizetti             |
| Edgardo di Ravenswood      | Lucia di Lammermoor                  | Donizetti             |
| Ernesto                    | Don Pasquale                         | Donizetti             |
| Lyonel                     | Martha                               | Flotow                |
| Admeto                     | Alceste                              | Gluck                 |
| Orfeo                      | Orfeo ed Euridice                    | Gluck                 |
| Faust                      | Faust                                | Gounod                |
| Assad                      | Die Königin von Saba                 | Goldmark              |
| Orfeo                      | L'anima del filosofo                 | Haydn                 |
| Edwin Ronald               | Die Csárdásfürstin                   | Kálmán                |
| Sou-chong                  | Das Land des Lächelns                | Lehár                 |
| Camille de Rossillon       | Die lustige Widwe                    | Lehár                 |
| Armand Brissard            | Der Graf von Luxemburg               | Lehár                 |
| Niccolò Paganini           | Paganini                             | Lehár                 |
| Ottavio                    | Giuditta                             | Lehár                 |
| Hugo von Ringstetten       | Undine                               | Lortzing              |
| Nicias                     | Thaïs                                | Massenet              |
| Principe Azzurro           | Cendrillon                           | Massenet              |
| Werther                    | Werther                              | Massenet              |
| Des Grieux                 | Manon                                | Massenet              |
| Jean de Leyden             | Le prophète                          | Meyerbeer             |
| Raoul de Nangis            | Les Huguenots                        | Meyerbeer             |
| Vasco de Gama              | L'Africaine                          | Meyerbeer             |
| Don Ottavio                | Don Giovanni                         | Mozart                |
| Belmonte                   | Die Entführung aus dem Serail        | Mozart                |
| Ferrando                   | Così fan tutte                       | Mozart                |
| Gran Sacerdote             | Idomeneo, re di Creta                | Mozart                |
| Tamino                     | Die Zauberflöte                      | Mozart                |
| Vasilij Šujskij            | Boris Godunov                        | Musorgskij            |
| Enzo Grimaldo              | La Gioconda                          | Ponchielli            |
| F. B. Pinkerton            | Madama Butterfly                     | Puccini               |
| Rodolfo                    | La bohème                            | Puccini               |
| Imperatore Altoum          | Turandot                             | Puccini               |
| Anatol Kuraghin            | Guerra e pace                        | Prokof'ev             |
| Paride                     | La belle Helène                      | Offenbach             |
| Hoffmann                   | Les contes d'Hoffmann                | Offenbach             |
| Narciso                    | Il turco in Italia                   | Rossini               |
| Conte d'Almaviva           | Il barbiere di Siviglia              | Rossini               |
| Arnold                     | Guillaume Tell                       | Rossini               |
| Dalibor                    | Dalibor                              | Smetana               |
| Zinovij Borisovi           | Lady Macbeth del Distretto di Mcensk | Šostakovič            |
| Eisenstein                 | Die Fledermaus                       | Strauss II, Johann    |
| Guido                      | Eine Nacht in Venedig                | Strauss II, Johann    |
| Sandor Barinkay            | Der Zigeunerbaron                    | Strauss II, Johann    |
| Cantante italiano          | Der Rosenkavalier                    | Strauss, Richard      |
| Matteo                     | Arabella                             | Strauss, Richard      |
| Flamand                    | Capriccio                            | Strauss, Richard      |
| Edipo                      | Oedipus Rex                          | Stravinskij           |
| Duca di Mantova            | Rigoletto                            | Verdi                 |
| Alfredo Germont            | La traviata                          | Verdi                 |
| Don Carlos                 | Don Carlo                            | Verdi                 |
| Riccardo                   | Un ballo in maschera                 | Verdi                 |
| Henri                      | I vespri siciliani                   | Verdi                 |
| Lohengrin                  | Lohengrin                            | Wagner                |
| Adolar                     | Euryanthe                            | Weber                 |
| Oberon                     | Oberon                               | Weber                 |
| Max                        | Der Freischütz                       | Weber                 |

## Discografia

### Opere complete
| Anno | Titolo                        | Ruolo            | Cast                                                          | Direttore                   | Etichetta           |
| ---- | ----------------------------- | ---------------- | ------------------------------------------------------------- | --------------------------- | ------------------- |
| 1953 | Faust                         | Faust            | Nicolai Gedda, Boris Christoff, Victoria de los Ángeles       | André Cluytens              | EMI                 |
| 1954 | Il turco in Italia            | Narciso          | Maria Callas, Nicola Rossi-Lemeni, Nicolai Gedda              | Gianandrea Gavazzeni        | EMI                 |
| 1955 | Madama Butterfly              | F. B. Pinkerton  | Maria Callas, Nicolai Gedda, Mario Borriello                  | Herbert von Karajan         | EMI                 |
|      | Die Fledermaus                | Eisenstein       | Nicolai Gedda, Elisabeth Schwarzkopf, Rita Streich            | Herbert von Karajan         | EMI                 |
| 1956 | Der Rosenkavalier             | Tenore italiano  | Elisabeth Schwarzkopf, Christa Ludwig, Nicolai Gedda          | Herbert von Karajan         | EMI                 |
| 1957 | Orfeo ed Euridice             | Orfeo            | Nicolai Gedda, Janine Michielau, Liliane Berton               | Louis de Fremont            | Deutsche Grammophon |
| 1958 | Vanessa                       | Anatol           | Eleanor Steber, Regina Resnik, Nicolai Gedda, Giorgio Tozzi   | Dimitri Mitropoulos         | RCA                 |
| 1959 | Carmen                        | Don José         | Victoria de Los Angeles, Nicolai Gedda, Janine Michielau      | Thomas Beecham              | EMI                 |
| 1964 | Carmen                        | Don José         | Maria Callas, Nicolai Gedda, Andrea Guiot                     | Georges Prêtre              | EMI                 |
|      | La bohème                     | Rodolfo          | Mirella Freni, Nicolai Gedda, Mario Sereni                    | Thomas Schippers            | EMI                 |
|      | Les contes d'Hoffmann         | Hoffmann         | Nicolai Gedda, Victoria de los Angeles, Elisabeth Schwarzkopf | André Cluytens              | EMI                 |
|      | Die Zauberflote               | Tamino           | Nicolai Gedda, Gundula Janowitz, Lucia Popp, Gottlob Frick    | Otto Klemperer              | EMI                 |
| 1966 | Die Entführung aus dem Serail | Belmonte         | Lucia Popp, Nicolai Gedda, Gottlob Frick                      | Josef Krips                 | EMI                 |
| 1967 | L'elisir d'amore              | Nemorino         | Nicolai Gedda, Mirella Freni, Mario Sereni                    | Francesco Molinari-Pradelli | EMI                 |
|      | Una notte a Venezia           | Guido            | Nicolai Gedda, Christian Oppelberg, Franz Weiss               | Otto Ackermann              | EMI                 |
|      | Rigoletto                     | Duca di Mantova  | Cornell MacNeil, Nicolai Gedda, Reri Grist                    | Francesco Molinari-Pradelli | EMI                 |
| 1968 | Werther                       | Werther          | Nicolai Gedda, Victoria de Los Angeles, Mady Mesplé           | Georges Pretre              | EMI                 |
| 1970 | Manon                         | Des Grieux       | Beverly Sills, Nicolai Gedda, Gabriel Bacquier                | Julius Rudel                | EMI                 |
| 1971 | La traviata                   | Alfredo Germont  | Beverly Sills, Nicolai Gedda, Rolando Panerai                 | Aldo Ceccato                | EMI                 |
|      | Idomeneo                      | Idomeneo         | Nicolai Gedda, Edda Moser, Adolf Dallapozza                   | Hans Schmitd Isserestedt    | EMI                 |
|      | Pelleas et Mélisande          | Pelleas          | Nicolai Gedda, Helen Donath, Dietrich Fischer-Dieskau         | Rafael Kubelík              | Orfeo               |
| 1973 | Guillaume Tell                | Arnold           | Gabriel Bacquier, Montserrat Caballé, Nicolai Gedda           | Lamberto Gardelli           | EMI                 |
|      | I puritani                    | Arturo           | Beverly Sills, Nicolai Gedda, Paul Plishka                    | Julius Rudel                | EMI                 |
| 1974 | Così fan tutte                | Ferrando         | Janet Baker, Montserrat Caballé, Nicolai Gedda                | Colin Davis                 | Philips             |
| 1975 | Il barbiere di Siviglia       | Almaviva         | Beverly Sills, Sherrill Milnes, Nicolai Gedda                 | James Levine                | EMI                 |
|      | I Capuleti e i Montecchi      | Tebaldo          | Beverly Sills, Janet Baker, Nicolai Gedda                     | Giuseppe Patanè             | EMI                 |
| 1976 | Thaïs                         | Nicias           | Beverly Sills, Sherrill Milnes, Nicolai Gedda                 | Lorin Maazel                | EMI                 |
| 1977 | Louise                        | Julien           | Beverly Sills, Nicolai Gedda, José van Dam                    | Julius Rudel                | EMI                 |
| 1978 | Cendrillon                    | Principe azzurro | Frederica von Stade, Nicolai Gedda, Jane Berbié               | Julius Rudel                | RCA                 |
| 1983 | Padmâvatî                     | Ratan-Sen        | Marilyn Horne, Nicolai Gedda, José van Dam                    | Michel Plasson              | EMI                 |
|      | Ciboulette                    | Antonin          | Mady Mesplé, Nicolai Gedda, José van Dam                      | Cyril Diederich             | EMI                 |
| 1989 | Candide                       | Governatore      | Jerry Hadley, June Anderson, Nicolai Gedda                    | Leonard Bernstein           | Deutsche Grammophon |
| 2003 | Idomeneo                      | Gran sacerdote   | Bruce Ford, Rebecca Evans, Nicolai Gedda                      | David Parry                 | Chandos             |

- Adam, Der Postillon von Lonjumeau (Electrola Querschnitte) - Nicolai Gedda/Franz Crass/Fritz Lehan/Ruth-Margret Putz, EMI
- Bach, St. Matthew Passion - Christa Ludwig/Dietrich Fischer-Dieskau/Elisabeth Schwarzkopf/Nicolai Gedda/Walter Berry/Peter Pears/Philharmonia Orchestra & Chorus, Otto Klemperer, 1962 EMI Great Recordings of the Century
- Bach, Mass in B Minor, BWV 232 - Agnes Giebel/Dame Janet Baker/Franz Crass/Hermann Prey/Nicolai Gedda/New Philharmonia Orchestra, BBC Chorus, Otto Klemperer, 1968 EMI Great Recordings of the Century
- Der heitere Beethoven - Anneliese Rothenberger/Nicolai Gedda, EMI
- Berlioz, La Damnation de Faust - Josephine Veasey/Jules Bastin/London Symphony Chorus/London Symphony Orchestra/Nicolai Gedda/Sir Colin Davis, 1973 Philips
- Elgar: The Music Makers, Il sogno di Geronte - Helen Watts/John Alldis Choir/London Philharmonic Choir/New Philharmonia Orchestra/Nicolai Gedda/Robert Lloyd/Sir Adrian Boult, 1986 EMI
- Flotow, Martha - Anneliese Rothenberger/Bayerisches Staatsorchester/Chor der Bayerischen Staatsoper München/Brigitte Fassbaender/Nicolai Gedda/Robert Heger/Hermann Prey, 1969 EMI
- Gluck, Der betrogene Kadi - Otmar Suitner/Walter Berry/Helen Donath/Nicolai Gedda/Anneliese Rothenberger/Klaus Hirte/Regina Marheineke, EMI
- Kálmán, Gräfin Mariza - Nicolai Gedda/Kurt Böhme/Willi Brokmeier/Chor der Bayerischen Staatsoper München/Willy Mattes/Olivera Miljakovic/Edda Moser/Anneliese Rothenberger/Symphonie-Orchester Graunke, 1972 EMI
- Kalman, Die Csárdásfürstin - Anneliese Rothenberger/Nicolai Gedda/Willy Mattes, 1971 EMI
- Kienzl, Der Evangelimann (Electrola-Querschnitt) - Nicolai Gedda/Marga Höffgen/Anneliese Rothenberger, EMI
- Korngold, Das Wunder der Heliane - Anna Tomowa-Sintow/Hartmut Welker/John David de Haan/Reinhild Runkel/René Pape/Nicolai Gedda/Rundfunkchor Berlin/Radio-Symphonie-Orchester Berlin/John Mauceri, 1996 Decca
- Lehar, Der Zarewitsch - Balalaika-Ensemble Tscaika/Harry Friedauer/Nicolai Gedda/Rita Streich/Symphonie-Orcehster Graunke/Ursula Reichart/Willy Mattes, 1988 EMI
- Lehár: Die lustige Witwe, Schön ist die Welt - Anneliese Rothenberger/Nicolai Gedda/Renate Holm, Warner
- Lehár: Zigeunerliebe, Giuditta, Der Zarewitsch - Fritz Wunderlich/Nicolai Gedda/Melitta Muszely/Anneliese Rothenberger, Warner
- Lehar, Das Land des Lächelns - Anneliese Rothenberger/Chor des Bayerischen Rundfunks/Harry Friedauer/Nicolai Gedda/Renate Holm/Willy Mattes/Symphonie-Orchester Graunke, 1967 EMI
- Lehár: Der Graf von Luxemburg - Graunke Symphony Orchestra/Bavarian State Opera chorus/Willy Mattes/Nicolai Gedda (René)/Lucia Popp (Angèle)/Renate Holm (Juliette)/Willi Brokmeier (Armand)/Kurt Böhme (Prince Basil)/Gisela Litz (Countess Kokozow), 1968 EMI
- Lehàr: Giuditta - Edda Moser/Nicolai Gedda/Willi Boskovsky, 1985 EMI
- Lortzing, Die Opernprobe - Otmar Suitner/Walter Berry/Nicolai Gedda/Klaus Hirte, EMI
- Lortzing, Undine - Anneliese Rothenberger/Gottlob Frick/Nicolai Gedda/Robert Heger/Hermann Prey/Ruth-Margret Putz/Radio-Symphonie-Orchester Berlin/RIAS-Kammerchor/Peter Schreier, 1967 EMI
- Mozart: Der Schauspieldirektor, Bastien Und Bastienne, Les Petits Riens & Ouvertüren - Bayerisches Staatsorchester/Nicolai Gedda/Sir Peter Ustinov, EMI
- Mozart: Don Giovanni - Stich-Randall, Danco, Moffo, Campo, Cortis, Gedda, Arié, Vessières, dir. Rosbaud, 1956 EMI
- Musorgsky: Boris Godunov - Christoff, Gedda, Zareska, Bork, dir Dobrowen, EMI
- Prokofiev: Guerre & paix - (Vichnievskaia, Gedda, Miller, Ochman, Ghiuselev, dir. Rostropovich, Erato
- Schubert, Die Zwillingsbrüder - Wolfgang Sawallisch/Helen Donath/Dietrich Fischer-Dieskau/Nicolai Gedda/Kurt Moll, EMI
- Schumann, Lieder - Edda Moser/Nicolai Gedda, EMI
- Schumann, Die Großen Chorwerke / The Great Choral Works - Henryk Czyz/Brigitte Fassbaender/Dietrich Fischer-Dieskau/Nicolai Gedda/Edda Moser/Heinz Wallberg, EMI
- Shostakovich, Lady Macbeth of Mtsensk - Dimiter Petkov/Galina Vishnevskaya/London Philharmonic Orchestra/Mstislav Rostropovich/Nicolai Gedda, 1979 EMI Great Recordings of the Century
- Strauss II, Der Zigeunerbaron - Elisabeth Schwarzkopf/Nicolai Gedda/Otto Ackermann/Philharmonia Orchestra, 1958 EMI References
- Strauss II, Der Zigeunerbaron - Grace Bumbry/Biserka Cvejic/Hermann Prey/Nicolai Gedda/Bayerischen Staatsoper Munchen Franz Allers, 1970 EMI
- Strauss R., Capriccio - Anna Moffo/Dietrich Fischer-Dieskau/Elisabeth Schwarzkopf/Nicolai Gedda/Philharmonia Orchestra/Wolfgang Sawallisch, EMI Great Composers of the Century
- Strauss: Vier letzte Lieder (Four Last Songs), Daphne: Closing Scene, 12 Lieder - Lucia Popp/Henryk Czyz/Brigitte Fassbaender/Dietrich Fischer-Dieskau/Nicolai Gedda/Edda Moser/Klaus Tennstedt/Heinz Wallberg, EMI
- Verdi, Requiem - Quattro Pezzi Sacri (Four Sacred Pieces) - Carlo Maria Giulini/Christa Ludwig/Dame Janet Baker/Elisabeth Schwarzkopf/Nicolai Gedda/Nicolai Ghiaurov/Philharmonia Chorus/Philharmonia Orchestra, 1986 EMI Great Recordings of the Century
- Bernstein, Candide - Hadley/Anderson/D. Jones/Ludwig/Gedda/Green/Ollmann/Treleaven/London Symphony Chorus/London Symphony Orchestra/Leonard Bernstein, 1991 DG - Grammy Award al miglior album di musica classica 1992
- Weber, Abu Hassan - Wolfgang Sawallisch/Nicolai Gedda/Kurt Moll/Edda Moser, EMI

### Recital
- Opera Heroes: Nicolai Gedda - 1997 EMI
- Great Moments of Nicolai Gedda - 2000 EMI
- The Very Best of Nicolai Gedda - 2003 EMI
- Icon: Nicolai Gedda - 2010 EMI
- Great Swedish Singers: Nicolai Gedda (1960-1976) - Nicolai Gedda/Swedish Radio Symphony Orchestra/Silvio Varviso/Jan Eyron/Elisabeth Soderstrom/Kim Borg/Jean Fournet/Stockholm Philharmonic Orchestra, Bluebell